# Maculoncus parvipalpus
Maculoncus parvipalpus là một loài nhện trong họ Linyphiidae.
Loài này thuộc chi Maculoncus. Maculoncus parvipalpus được Jörg Wunderlich miêu tả năm 1995.